# Adil Giray
Adil Giray (1617-1672) fou kan de Crimea (1666-1671). Es creu que era fill de Choban Ahmad Giray i, per tant, d'una rama bastarda (una notícia el fa alternativament fill de Devlet Giray) i estava desterrat a Rodes quan fou nomenat.
Va arribar a Crimea escortat per 11 galeres mentre el seu khalgay Islam Giray hi va anar per terra. Els khalgays abans dominaven les terres del Dniester com a feu, però feia tres anys aquesta zona havia estat transferida als nogais, directament protegits per la Porta, que s'hi van establir. El nou kan va renovar la pau amb Polònia.
Per un tractat de 1667 Polònia i Rússia van acordar la pau amb una treva de 13 anys; Polònia cedia al tsar la regió de Sevèria i la part d'Ucraïna a l'est del Dnièper, amb els cosacs que vivien allí (els zaporoges romanien subjectes a Polònia) i els dos estats s'aliaven contra el kanat de Crimea. Una de les diverses faccions dels cosacs, manada per Doroshenko, va romandre aliada al tàtars i podia moure una força de 60.000 homes; aquests cosacs van derrotar un contingent de sis mil polonesos i van capturar al seu general; però al mateix temps una facció rival manada per Serko, van entrar a Crimea i va obligar el kan i la seva gent a refugiar-se a les muntanyes, encara que després es van retirar; un altre hetman que governava als cosacs de Rússia, va abandonar la lleialtat al tsar i va oferir al sultà governar a Ucraïna sota protecció de la Porta, però això no va agradar a la seva gent que el va apartar del poder i poc després fou assassinat i Doroshenko va esdevenir hetman dels dos costats del Dnièper. Per temor als russos va demanar suport al sultà que li va enviar un contingent de sis mil homes i li va prometre l'ajut dels tàtars. Contra aquesta política es va aixecar una altra facció dirigida per Khanenko i altres caps, que es va assegurar el suport dels kan dels tàtars; aquests van saquejar les zones de Doroshenko, tot i la seva aliança amb el sultà.
Això va causar la deposició del kan quasi al mateix temps que Khanenko fou apartat de la direcció de la facció cosaca (1671). El va succeir Selim I Giray. Es va retirar a Rumèlia on va morir un temps després (1672) sent enterrat a Karinabad.